# ClimatePrediction.net
Climate Prediction — проект добровольных вычислений для прогноза изменений климата Земли в ближайшие 50 лет. Проект должен показать, насколько точны существующие методы долговременного предсказания изменений климата, и насколько сильно на их точность влияют вариации/неточности в исходных данных. Проект осуществляется с помощью запуска сотен тысяч немного отличающихся друг от друга исходными данными компьютерных моделей земного климата с использованием компьютерного времени обычных персональных компьютеров по всему миру.
В проекте принимают участие университеты Оксфорда и Рединга, Метеорологический центр Великобритании, Рутерфорд-Аплтонская лаборатория и софтверная компания Tessella Support Services.
Участвовать в проекте может любой человек, обладающий подключённым к интернету персональным компьютером. 
«Мы хотим исследовать небольшие изменения в общей модели, — говорит координатор проекта, доктор Дэйв Фрэйм из Оксфордского университета. — Единственный способ сделать это — провести очень много экспериментов, проверить все возможные варианты. То есть сделать то, что заняло бы у суперкомпьютера несколько тысяч лет. Но, решая это как распределённую задачу, мы можем сделать это гораздо быстрее».